# Baker County (Georgie)
Baker County je okres ve státě Georgie ve Spojených státech amerických. K roku 2011 zde žilo 3 085 obyvatel. Správním městem okresu je Newton, který je rovněž jeho největším městem. Celková rozloha okresu činí 904 km². Založen byl 12. prosince 1825.